# Comunidad (Gales)

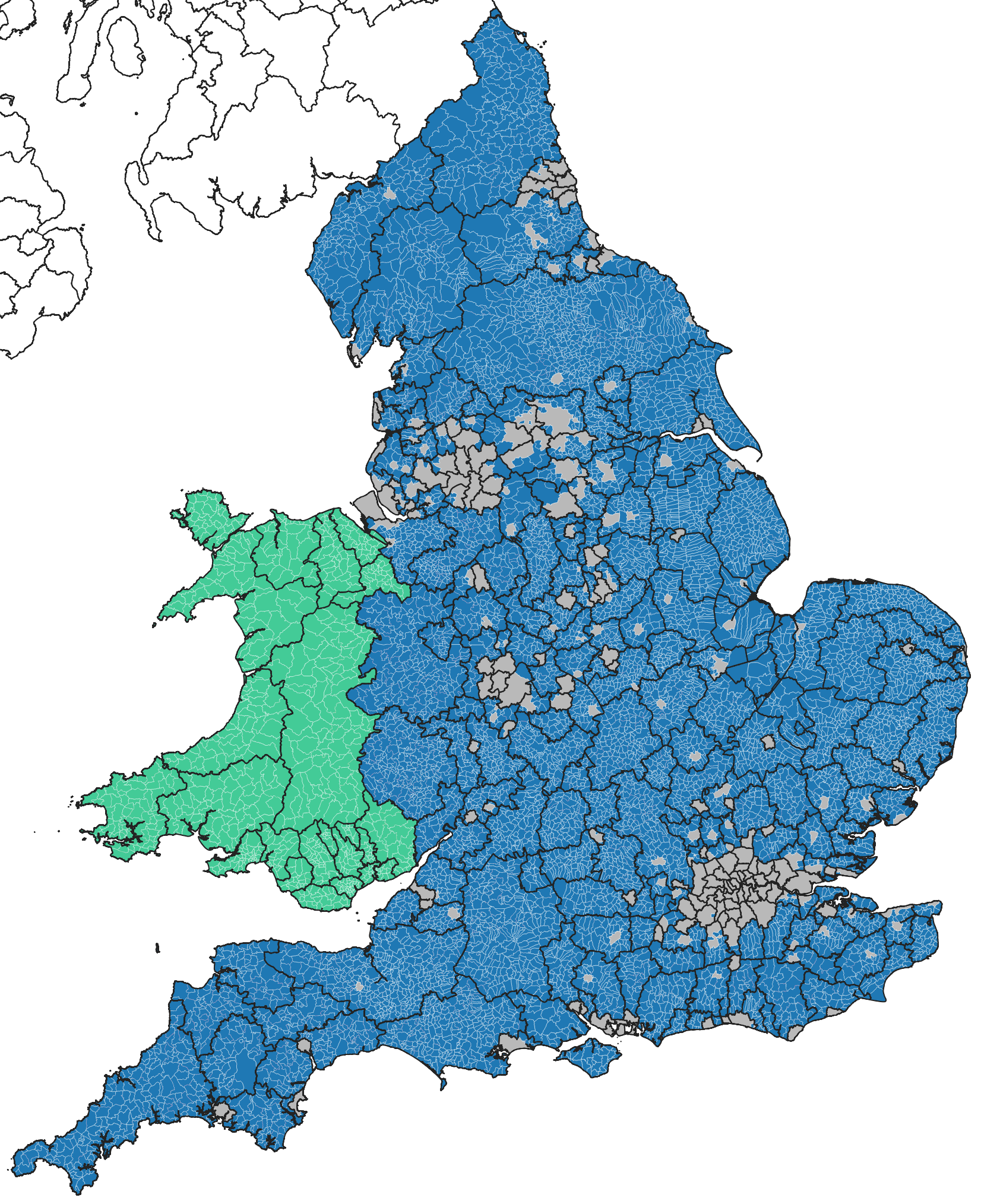
En esta imagen se ve un mapa de parroquias inglesas y comunidades galesas.

Una comunidad (en galés: «cymuned», y en plural: «cymunedau») es el nivel inferior de la administración local de Gales. Se corresponde con la parroquia civil de Inglaterra (en galés: «plwyf sifil», en inglés: «civil parish»). Hasta el año 1974, Gales se dividía en parroquias civiles, pero estas divisiones fueron abolidas por el apartado 20.6 de la Ley de Gobierno Local de 1972, que las substituyó en el apartado 27 por «comunidades». Gales está dividida enteramente en comunidades y, a diferencia de Inglaterra, ninguna parte del país se queda fuera de una comunidad u otra, incluso en las áreas urbanas.
Los concejos comunitarios (en galés: «cyngor cymuned», en inglés: «community council») de Gales tienen funciones y poderes iguales a los consejos locales ingleses. Desde el punto de vista terminológico, las administraciones municipales galesas pueden decidir si prefieren denominarse «concejo municipal» (en galés: «cyngor tref», en inglés: «town council»). Esto no implica ninguna diferencia de derechos o deberes con la denominación «consejo comunitario». Además, las comunidades pueden tener estatus de ciudad (solo hay dos: Bangor y la ciudad de San David). El presidente de un consejo del municipio normalmente recibe el título de alcalde (en galés: «maer», en inglés: «mayor»).
No todas las comunidades tienen un consejo comunitario; en comunidades con muy poca población, se pueden tomar las decisiones por asamblea.
- Datos: Q2630741
- Multimedia: Communities in Wales / Q2630741